# Богучаров В'ячеслав Вікторович
В’ячесла́в Ві́кторович Богуча́ров — штаб-старшина Збройних Сил України, учасник російсько-української війни, що загинув у ході російського вторгнення в Україну у 2022 році.

## Нагороди
- Орден «За мужність» II ступеня (2022, посмертно) — "за особисту мужність і самовіддані дії, виявлені у захисті державного суверенітету та територіальної цілісності України, вірність військовій присязі"[1];
- Орден «За мужність» III ступеня (2016) — "за особисту мужність і високий професіоналізм, виявлені у захисті державного суверенітету та територіальної цілісності України, вірність військовій присязі"[2].